# Donkey Kong Country 3: Dixie Kong's Double Trouble!
Donkey Kong Country 3: Dixie Kong's Double Trouble! é um jogo eletrônico de plataforma desenvolvido pela Rare e publicado pela Nintendo para o Super Nintendo Entertainment System em 1996. É a terceiro título da série Donkey Kong Country e serve como uma sequência direta de Donkey Kong Country 2: Diddy's Kong Quest. Ele também foi relançado como um remake para o Game Boy Advance (GBA) em 2005. O jogo foi disponibilizado para download no serviço Virtual Console do Wii em 2007 e do Wii U em 2014.

## Jogabilidade
Ao contrário do jogo anterior, que possuía um tema de piratas, este apresenta um tema que mistura ficção científica com a jogabilidade do primeiro jogo da série. Porém, ao contrário de Donkey Kong Country, Dixie Kong's Double Trouble! apresenta cenários de jogo mais baseados nos das regiões do norte da Europa, tendo inclusive a presença de ursos que na verdade são irmãos. Espalhadas pelas fases, há "Moedas de Urso", que desempenham as mesmas funções das Moedas de Banana do jogo anterior. As Moedas de Bônus desempenham a função das Kremkoins de Diddy's Kong Quest, mas desta vez as Moedas DK possuem função diferente: pegue todas para poder habilitar um veículo novo no aluguel de barcos de Funky.

## Enredo
Para comemorar a derrota de K. Rool no jogo anterior, Donkey e Diddy saem numa viagem para conseguir bananas em novas terras, como Northern Kremisfer por exemplo, mas demoram muito a voltar. Logo então, os Kongs descobrem que uma figura misteriosa de nome "Kaos" (que é na verdade um robô secretamente controlado por K. Rool, conhecido como Barão K. Roolenstein neste jogo) sequestrou os dois. Então Dixie (mais tarde seguida pelo seu primo Kiddy) vai rumo ao Kremisfério Norte para resgatá-los. Passando por 48 fases. E acabar com K. Rool e Kaos.

## Mundos e Fases

### Mundo 1 -Lake Orangatanga (Lago Orangatanga)
O primeiro mundo do jogo é um local cheio de serralherias e trechos de floresta, além de um lago com uma ilha no meio e uma montanha de neve. O seu chefe é Belcha.
- Fase 1: Lakeside Limbo (Limbo à Beira do Lago)
- Fase 2: Doorstop Dash (Painel de Batente de Porta)
- Fase 3: Tidal Trouble (Problemas de Maré)
- Fase 4: Skidda's Row (Linha de Skidda)
- Fase 5: Murky Mill (Moinho Obscuro)
- Chefe: Belcha's Barn (Celeiro do Belcha)

### Mundo 2 -Kremwood Forest (Floresta Kremwood)
O segundo mundo é uma área com serrarias, florestas e algumas sequoias (arvores gigantescas), além de um rio que corta o local. O seu chefe é Arich.
- Fase 1: Barrel Shield Bust-Up (Busto de Escudo de Barril)
- Fase 2: Riverside Race (Corrida Beira-Rio)
- Fase 3: Squeals on Wheels (Gritos sobre Rodas)
- Fase 4: Springin' Spiders (Aranhas Saltitantes)
- Fase 5: Bobbing Barrel Brawl (Briga de Barril Oscilante)
- Chefe: Arich's Ambush (Emboscada de Arich)

### Mundo 3 -Cotton-Top Cove (Enseada de Algodão)
Este mundo fica numa area aquatica com 3 cachoeiras e rios. O seu chefe é Squirt.
- Fase 1: Bazza's Blockade (Bloqueio do Bazza)
- Fase 2: Rocket Barrel Ride (Passeio de Barril de Foguete)
- Fase 3: Kreeping Klasps (Fechos Arrepiantes)
- Fase 4: Tracker Barrel Trek (Caminhada no Barril Rastreador)
- Fase 5: Fish Food Frenzy (Frenesi de Comida de Peixe)
- Chefe: Squirt's Showdown (Confronto Com Squirt)

### Mundo 4 -Mekanos
Este mundo é um local cheio de fabricas e poluição, além de uma rede de encanamentos e algumas sequoias que estão sendo serradas. O seu chefe é Kaos.
- Fase 1: Fire-Ball Frenzy (Frenesi de Bola de Fogo)
- Fase 2: Demolition Drain-Pipe (Tubo de Drenagem de Demolição)
- Fase 3: Ripsaw Rage (Fúria da Serra Dentada)
- Fase 4: Blazing Bazukas (Bazukas Ardentes)
- Fase 5: Low-G Labyrinth (Labirinto de Baixa Gravidade)
- Chefe: Kaos Karnage (Carnificina do Kaos)

### Mundo 5 -K3
O mundo é uma área cercada por neve, ele contém um desfiladeiro e uma fábrica, além de uma cachoeira. O nome do mundo faz referência a segunda maior montanha de neve do mundo de nome K2 e seu chefe é Bleak.
- Fase 1: Krevice Kreepers (Fenda dos Kreepers)
- Fase 2: Tearaway Toboggan (Tobogã Rebelde)
- Fase 3: Barrel Drop Bounce (Salto de Queda de Barril)
- Fase 4: Krack Shot Kroc (Tiro do Crocodilo Krack)
- Fase 5: Lemguin Lunge (Estocada de Lemguin)
- Chefe: Bleak's House (Casa do Bleak)

### Mundo 6 -Razor Ridge (Cume da Navalha)
O sexto mundo é uma area com desfiladeiros, cavernas e rios, além de conter 2 teleféricos controlados pelos ursos Benny e Bjorn. O seu chefe é Barbos.
- Fase 1: Buzzer Barrage (Barragem da Vespa)
- Fase 2: Kong-Fused Cliffs (Penhascos Fundidos Com Kong)
- Fase 3: Floodlit Fish (Peixe Iluminado)
- Fase 4: Pot Hole Panic (Pânico no Buraco da Panela)
- Fase 5: Ropey Rumpus (Desordem Pegajosa)
- Chefe: Barbos's Barrier (Barreira de Barbos)

### Mundo 7 -Kaos Kore (Núcleo de Kaos)
O mundo é uma area com florestas, uma caverna, uma rede de encanamentos e uma tempestade elétrica próxima de um lago, além de ter o castelo de K. Rool. Os seus chefes são Kaos e K. Rool.
- Fase 1: Konveyor Rope Klash (Choque da Corda Transportadora)
- Fase 2: Creepy Caverns (Cavernas Assustadoras)
- Fase 3: Lightning Look-out (Mirante de Relâmpagos)
- Fase 4: Koindozer Klamber (Subida na Escavadeira do Koin)
- Fase 5: Poisonous Pipeline (Oleoduto Venenoso)
- Chefe: Kastle Kaos (Castelo do Kaos)

### Mundo 8 -Krematoa
O mundo secreto é uma espécie de vulcão que fica no fundo do mar (até os kongs o reativarem), ele contém um lago no centro, desfiladeiros, uma floresta, uma caverna e sequoias. O seu chefe é K. Rool.
- Fase 1: Stampede Sprint (Corrida de Debandada)
- Fase 2: Criss Kross Cliffs (Penhascos Cruzados)
- Fase 3: Tyrant Twin Tussle (Briga Gêmea Tirana)
- Fase 4: Swoopy Salvo (Reserva do Swoopy)
- Fase 5: Rocket Rush (Corrida de Foguetes)
- Chefe: Knautilus

## Chefes
- Belcha: Belcha é um barril enorme que ataca os kongs os empurrando para trás. Para derrotá-lo os kongs devem jogar besouros na boca do chefe que sai dele mesmo através de barris, a cada besouro que os kongs acertam ele vai para trás, quando ele cair no buraco atrás dele, o chefe morre.

- Arich: Arich é uma espécie de aranha gigante que ataca os kongs com veneno que ele joga pela boca. Para derrotá-lo os kongs devem jogar barris (que aparecem acima do cenário) na cabeça do chefe.

- Squirt: Squirt é um monstro que fica atrás de uma cachoeira e ataca os kongs com jatos de água que ele solta pela boca. Para derrotá-lo os kongs se tranformam em Ellie, onde o elefante atira jatos d'agua nos olhos do chefe.

- Kaos (Round 1): A primeira batalha contra Kaos acontece em Mekanos, ele é um robô criado por K. Rool que sequestrou Donkey e Diddy. Ele ataca os kongs com uma chama que fica embaixo dele e com raios laser que sai da sua primeira cabeça. Para derrotá-lo os kongs devem acertar sua primeira e segunda cabeça 3 vezes cada, mas os kongs só destroem a primeira cabeça do chefe, pois após a batalha ele foge.

- Bleak: Bleak é um boneco de neve robótico que ataca os kongs jogando bolas de neve. Para derrotá-lo os kongs devem jogar bolas de neve no botão piscando dele que fica no seu pescoço.

- Barbos: Barbos é um ouriço gigante que ataca os kongs com ouriços menores, dardos e espinhos. Para derrotá-lo os kongs se tranformam em Enguarde, onde ele precisa atacar o chefe 5 vezes quando ele estiver aberto para matá-lo.

- Kaos (Round 2): A segunda batalha contra o robô ocorre no castelo de K. Rool, ele ataca os kongs com uma chama que fica embaixo dele e com bombas que sai da sua terceira cabeça. Para derrotá-lo de vez os kongs precisam atacar sua segunda e terceira cabeça 1 vez cada.

- Baron K. Rooleinstein (Round 1): A primeira batalha contra K. Rool acontece em seu castelo, ele ataca os kongs andando de um lado para o outro e com raios elétricos. Para derrotá-lo os kongs precisam jogar barris (que aparecem quando os kongs acionam alavancas que ficam acima do cenário) em suas costas.

- Baron K. Rooleinstein (Round 2): A segunda e ultima batalha contra K. Rool é em seu submarino no mundo secreto. Ele ataca os kongs andando de um lado para o outro, com bolas de fogo e com raios elétricos. Para derrotá-lo os kongs precisam jogar barris em suas costas.

## Trilha Sonora
A trilha sonora foi composta por Eveline Fischer e David Wise